# Strasburgeriaceae
Die Strasburgeriaceae sind eine Pflanzenfamilie der Bedecktsamigen Pflanzen (Magnoliopsida), die aus nur zwei Gattungen mit je einer Art besteht.

## Merkmale
Die beiden Arten zeichnen sich durch folgende gemeinsame Merkmale aus: Zumindest in den Blüten Zellen mit verdickten verschleimten inneren Tangentialwänden; nadelförmige Kristalle; spiralig gestellte Blätter mit drüsig-gezähntem Rand; große Blüten mit spiraligem Kelch; flache Filamente; Antheren über drei Millimeter lang. Die Fruchtblätter sitzend, epitrop mit langem hohlem Griffel, der an der Frucht erhalten bleibt; Chromosomen-Grundzahl von 25.

## Systematik
Die beiden Arten wurden eine Zeitlang als eigenständige Familien geführt, von der Angiosperm Phylogeny Group 2009 jedoch zu einer Familie zusammengelegt. Sie umfasst somit die beiden Gattungen:
- Ixerba A.Cunn.: Mit nur einer Art:
  - Ixerba brexioides A.Cunn.; sie kommt in Neuseeland vor
- Strasburgeria Baill.: Mit ebenfalls nur einer Art:
  - Strasburgeria robusta (Vieill. ex Panch. & Sebert) Guillaumin; sie kommt in Neukaledonien vor.